# Srebrne nitke
Srebrne nitke (COBISS) je drama Pavla Lužana, ki jo je napisal leta 1975.

## Osebe
- Tipi 1, 2, 3, 4, 5
- Snažilka
- Hišnik
- Ženska

## Vsebina

### 1. del
Starci v domu za onemogle začenjajo nov dan. Eden igra sam s seboj šah, drugi prebira ženitne oglase v mesec dni starem časopisu, tretji navija budilko … njihov pogovor je absurdna diskomunikacija, pod katero pa še zmeraj tlijo človeške strasti: sadizem, pohlep, pohota, tekmovanje, prestiž, ljubosumnost. Snažilka, ki pride pospravljat, odkrije, da je Tip 2 mrtev. Medtem ko pod vodstvom Ženske formalno molijo ob njem, se Tipa 4 in 5 spopadeta za slike umrlega, Tip 5 si prisvoji tudi njegovo denarnico. Snažilka pripelje Hišnika, ki pa ga ona zanima neprimerno bolj od mrliča. Tipa 2 odnesejo, Snažilka pa napodi vse iz sobe, da bo lahko pometla.

### 2. del
Snažilko med pospravljanjem zaleze Hišnik, po kratkem osvajanju se zvalita na posteljo; pri tem ju na skrivaj opazuje Tip 5 in z onaniranjem sodeluje pri spolnem aktu do popolne izčrpanosti. Ko Snažilka in Hišnik potešena odideta, Tip 5 z žganjem odkupi od Tipa 4 rožo in napiše Snažilki pismo: da jo je s Hišnikom videl »pri delu«, da jo ima on bolj rad kot Hišnik, da ima precej prihrankov – naj ga vendar usliši, sicer ga bo pobralo. Snažilka pismo odkrije, se zjezi in skuša odkriti, kdo piše take » »svinjarije«. Njen sum pa de na Tipa 4 in 5, z metlo ju skuša nagnati v pisarno . Pride do pretepa, ki je otročji,hkrati pa na življenje in smrt. Med prerivanjem se pokaže gola, ostudno nagubana koža Tipa 4 in Snažilka v grozi in gnusu pobegne.

### 3. del
Tip 5 je žalosten, tepel je bil Snažilko, ki je vendar njegova ljubezen. Tip 3 ga sočutno tolaži, dokler ne pridrvi za njim Tip 1 in ga sili, naj z njim odigra partijo šaha; ker mu ne da in ne da miru, se ga Tip 3 ubrani s stolom. Pride Snažilka, ki ima tokrat na sumu Tipa 3: zahteva, naj izprazni žepe, prizor se spremeni v igro, polno besa in sladostrastja, iz katere reši Snažilko Tip 5, ki se je bil medtem preoblekel v svojo poročno obleko. Snažilki je stari fant kar všeč, zaplešeta, padeta na posteljo, se objemata in božata. Zaloti ju Tip 4 in ljubosumno izda, da je pismo napisal Tip 5. Snažilka pobesni, a že jo kliče Hišnik in jo odpelje. Tipa 5 pa od vznemirjenja in v srečni misli na Snažilkino božanje zadane kap.